# Rəşad Sadıqov
Rəşad Fərhad oğlu Sadıqov (im Deutschen oft Raschad Sadigow geschrieben; * 16. Juni 1982 in Baku, AsSSR) ist ein ehemaliger aserbaidschanischer Fußballspieler. Er war Kapitän der A-Nationalmannschaft.

## Jugend
Rəşad begann während seiner Schulzeit auf der Sportschule für Jugendfußball, Fußball zu spielen. Zu dieser Zeit spielte er in Baku für Şərur, für die Fußballmannschaft der aserbaidschanischen Luftwaffe und Real Baku.

## Karriere
Seinen ersten Profivertrag unterzeichnete er 1999 bei Turan Tavuz, spielte dort aber nur 9-mal. Am Ende der Saison 2000/01 wechselte der Verteidiger zu Neftçi Baku. 2002 spielte er im Iran für Foolad Ahvaz. Nach seiner Rückkehr zu Neftçi gewann Raschad die nationale Meisterschaft und den Pokal und hatte weiterhin Erfolg, indem er mit den Schwarz-Weißen die erste Qualifikationsrunde der Champions League überstand. Er spielte 8-mal auf europäischer Ebene für Neftçi: 2-mal Qualifikation UEFA-Pokal 2001/02, 2-mal Qualifikation Champions League 2004/05, 4-mal Qualifikation Champions League 2005/06. Er zog in die Türkei, um 2005/06 für Kayserispor zu spielen. Er plante eigentlich zu Neftçi zurückzukehren. Aber der aserbaidschanische Fußballverband schloss die Transferliste früher, so dass Sadıqov kurzzeitig auf Basketball umstieg und eine Zeit beim aserbaidschanischen NTD Service Dewon als Verteidiger spielte. In seinem ersten Spiel machte er sogar 13 Punkte. In der Winterpause der Saison 2008/09 wechselte er vom PFC Neftçi Baku zum türkischen Erstligisten Kocaelispor. Nach einem Jahr kehrte er wieder nach Aserbaidschan zurück zu Qarabağ Ağdam. Kurz vor Ende der Transferperiode der Saison 2010/11 wechselte der Nationalspieler erneut in die Türkei, diesmal zu Eskişehirspor. Hier hatte er einen Vertrag bis 2012. Danach ging es für ihn wieder zurück zu Qarabağ Ağdam. Am 21. Juni 2020 gab Sadigov seinen Rücktritt bekannt.

## Nationalmannschaft
Sadıqov spielte in Jugendnationalmannschaften seines Heimatlandes. Für die A-Nationalmannschaft lief er von 2001 bis 2017 in insgesamt 112 Spielen auf.

## Auszeichnungen
Sadıqov wurde in den Jahren 2004, 2005, 2010, 2013, 2016 und 2017 von einer aserbaidschanischen Sportzeitschrift zu Aserbaidschans Fußballer des Jahres gewählt und ist damit der Rekordhalter dieser Auszeichnung.